# Pentandria

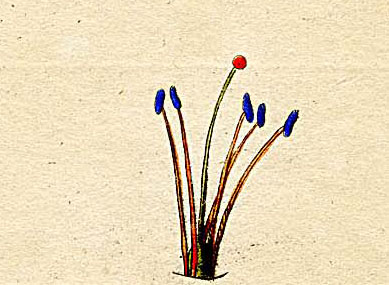
Pentandria

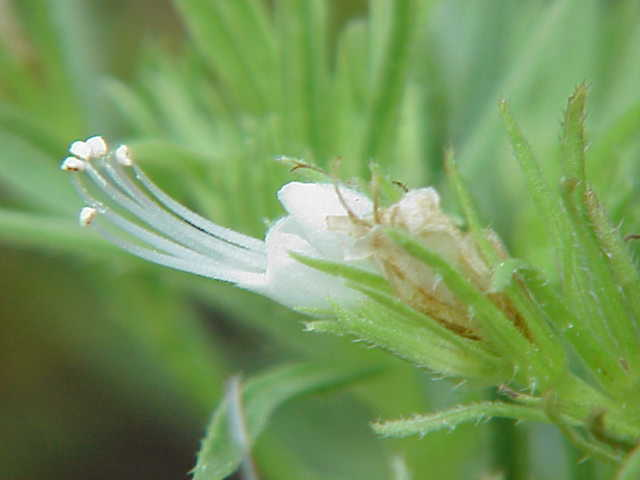
Echium aculeatum

Em botânica, pentandria  é uma classe de plantas segundo o sistema de Linné.  Apresentam flores hermafroditas com cinco estames livres e iguais.
As ordens e os gêneros que constituem esta classe são:
Ordem 1. Monogynia (com um pistilo)
Gêneros: Heliotropium, Myosotis, Lithospermum, Anchusa, Cynoglossum, Pulmonaria, Symphytum, Cerinthe, Borago, Asperugo, Lycopsis, Echium, Tournefortia, Diapensia, Aretia, Androsace, Primula, Cortusa, Soldanella, Dodecatheon, Cyclamen, Menyanthes, Hottonia, Hydrophyllum, Lysimachia, Anagallis, Theophrasta, Patagonula, Spigelia, Ophiorhiza, Randia, Azalea, Plumbago, Phlox, Convolvulus, Ipomoea, Polemonium, Campanula, Roella, Phyteuma, Trachelium , Samolus, Rondeletia, Bellonia, Cinchona, Coffea, Lonicera, Triosteum, Morinda, Conocarpus, Mussaenda, Mirabilis, Coris, Verbascum, Datura, Hyoscyamus, Nicotiana, Mandragora, Atropa, Physalis, Solanum, Capsicum, Strychnos, Chironia, Cordia, Genipa, Brunfelsia, Cestrum, Lycium, Chrysophyllum, Sideroxylon, Rhamnus, Phylica, Ceanothus, Myrsine, Celastrus, Euonymus, Diosma, Brunia, Itea, Galax, Mangifera, Cupania, Ribes, Gronovia, Hedera, Vitis, Lagoecia, Sauvagesia, Claytonia, Achyranthes, Celosia, Illecebrum, Glaux, Thesium, Rauvolfia, Cerbera, Vinca, Nerium, Plumeria, Cameraria, Tabernaemontana, Ceropegia
Ordem 2. Digynia (com dois pistilos)
Gêneros: Periploca, Cynanchum, Apocynum, Asclepias, Stapelia, Herniaria, Chenopodium, Beta, Salsola, Anabasis, Cressa, Trianthema, Gomphrena, Bosea, Ulmus, Nama, Heuchera, Swertia, Gentiana, Phyllis, Eryngium, Hydrocotyle, Sanicula, Astrantia, Bupleurum, Echinophora, Tordylium, Caucalis, Artedia, Daucus, Ammi, Bunium, Conium, Selinum, Athamantha, Peucedanum, Crithmum, Cachrys, Ferula, Laserpitium, Heracleum, Ligusticum, Angelica, Sium, Sison, Bubon, Cuminum, Oenanthe, Phellandrium, Cicuta, Aethusa, Coriandrum, Scandix, Chaerophyllum, Imperatoria, Seseli, Thapsia, Pastinaca, Smyrnium, Anethum, Carum, Pimpinella, Apium, Aegopodium
Ordem 3. Trigynia (com três pistilos)
Gêneros: Rhus, Viburnum, Cassine, Sambucus, Zanthoxylum, Staphylea, Tamarix, Turnera, Telephium, Corrigiola, Pharnaceum, Alsine, Basella, Sarothra
Ordem 4. Tetragynia (com quatro pistilos) 
Gêneros: Parnassia
Ordem 5. Pentagynia (com cinco pistilos)
Gêneros: Aralia, Barreria, Statice, Linum, Aldrovanda, Drosera, Crassula, Suriana, Sibbaldia
Ordem 6. Polygynia
Gêneros: Myosurus

## Ordem pentandria
No mesmo sistema de classificação, pentandria é uma ordem das classes Monadelphia, Polyadelphia, Monoecia , Dioecia e Gynandria.